# Caravan Palace
Caravan Palace es una banda de música electro swing francesa, surgida en París. Entre las bandas que influyen en el estilo musical de la banda se encuentran Parov Stelar, Django Reinhardt, Vitalic, Lionel Hampton y Daft Punk. El grupo lanzó su primer álbum debut de estudio, Caravan Palace, bajo la discográfica Wagram en octubre de 2008. El disco alcanzó el puesto #11 de Suiza, Bélgica y Francia.

## Historia
Originalmente, la banda estaba formada por tres personas. Loïc Barrouk prestó cierto interés en el proyecto y reservó para la banda una sala de grabaciones y una serie de conciertos, por lo que necesitaron de otros intérpretes para los conciertos en vivo. Los otros tres miembros que se incorporaron a la banda fueron encontrados tras una búsqueda en MySpace.
La banda se volvió popular en 2005 por medio de internet tras lanzar varios demos y canciones promocionales a finales de ese año tocaron en varios clubes y tuvieron pequeñas participaciones en estaciones de radio en París, Lyon y Marsella. Ya entre 2006 y 2007, la banda participó en una gira musical por toda Francia, y su primera aparición en un festival musical fue en Festival de Jazz Django Reinhardt en el 2007. Después de esta aparición en la escena, el grupo firmó con la discográfica francesa Wagram Music. El siguiente año después de su firma, la banda se dedicó a grabar material para su primer álbum de estudio.
El 20 de octubre de 2008, el disco homónimo Caravan Palace fue publicado, precedido por la canción "Jolie Coquine". El álbum recibió alabanzas por su inclinación hacia el jazz tradicional, posicionándose en muchas listas musicales de Europa. En Suiza, el álbum se posicionó en el puesto #72, y en Bélgica alcanzó el #42. La banda alcanzó una mejor evaluación en su país natal, Francia, en la que alcanzó el puesto #11 durante agosto de 2009, manteniéndose en la lista de álbumes del Syndicat National de l'Édition Phonographique durante 68 semanas consecutivas. La banda publicó su segundo sencillo, "Suzy", el 24 de febrero de 2009.
EL 3 de octubre de 2011, la banda publicó un EP titulado Clash, con dos nuevas canciones y cuatro remixes de ellas. El segundo álbum de la banda, Panic, fue publicado el 5 de marzo de 2012.
El 2014, la banda realizó un remix de la canción "Bitchcraft" de Drake Bell. La banda anunció su tercer disco para finales de 2015.
El 12 de noviembre de 2015 se publicó en su canal oficial de YouTube su obra "Lone Digger", la cual ha superado los 405 millones de visitas en la página.

## Miembros de la banda
- Zoé Colotis: cantante, clarinete.
- Arnaud Vial: guitarra, cantante.
- Hugues Payen: violín, cantante.
- Camille Chapelière: clarinete.
- Charles Delaporte: contrabajo, electrónica.
- Antoine Toustou: electrónica, trombón.
- Paul-Marie Barbier: percusión, vibráfono.
- Victor Raimondeau: saxofón.

## Discografía

### Álbumes de estudio
| Año  | Álbum                   | Posición | Posición | Posición | Certificación |
| Año  | Álbum                   | BEL Wa   | FR       | SWI      | Certificación |
| ---- | ----------------------- | -------- | -------- | -------- | ------------- |
| 2008 | Caravan Palace          | 42       | 11       | 72       |               |
| 2012 | Panic                   | —        | 20       | —        |               |
| 2015 | Robot Face              | —        | -        | —        | -             |
| 2019 | Chronologic             | —        | —        | —        | -             |
| 2024 | Gangbusters Melody Club |          |          |          |               |

### EP
- Clash (2011)

### Singles
- "Jolie Coquine" (2008)
- "Dragons" (2008)
- "Suzy" (2009)
- "Clash" (2012)
- "Rock It For Me" (2012)
- "Dramophone" (2012)
- "Comics" (2015)
- "Lone Digger" (2015)
- "Wonderland" (2016)
- "Aftermath" (2016)
- "Black Betty" (2017)
- "Miracle" (2019)
- "About You" (2019)
- "Plume" (2019)
- "Supersonics" (2019)
- "MAD" (2023)
- "Reverse" (2023)
- "Mirrors" (2024)
- "Fool" (2024)